# Јозеф Абел
Јозеф Абел (Ашах ан дер Донау, 22. август 1768 — Беч, 4. октобар 1818) је био аустријски сликар историјских тема.
Абел је похађао студије уметности у Бечу (коју је тада водио чувени Фридрих Хенрик Фугер) и тамо постао један од најбољих и најуспешнијих ученика. Абел развија интересовање за антички свет, и тако почео да развија ту врсту уметности настављајући у том правцу и током 19. века докле је живео у Немачкој и Француској. Током година 1801 — 1807, студирао је у Италији, али се касније враћа у Беч где постаје члан академије, датума 8. фебруар 1815. и тамо остаје до своје смрти 1818.
Међу његовим напознатијим сликама и графикама спадају и радови на којима су личности као што су песник Клопстрок, митолошких личности Орест и Електра, филозофа Сократа али је и радио слике попут портрета Франца Јозефа I.

## Галерија
- Јозеф Абел - Клопстрок
- Јозеф Абел - Портрет младића